# Siculodopsis semifasciata
Siculodopsis semifasciata är en fjärilsart som beskrevs av Paul Dognin 1911. Siculodopsis semifasciata ingår i släktet Siculodopsis och familjen Uraniidae. Inga underarter finns listade i Catalogue of Life.